# تافت (كاليفورنيا)
تافت (بالإنجليزية: Taft )‏ هي إحدى مدن مقاطعة كيرن، كاليفورنيا. تم إعطاءها لقب مدينة في 7 نوفمبر، 1910.

## التركيبة السكانية
حدّد مكتب تعداد الولايات المتحدة بيانات التركيبة السكانية لتافت في تعداد الولايات المتحدة. في ما يلي، التركيبة السكانية حسب تعدادي 2000 و2010.

### تعداد عام 2000
بلغ عدد سكان تافت 6,400 نسمة بحسب تعداد عام 2000، وبلغ عدد الأسر 2,233 أسرة وعدد العائلات 1,566 عائلة مقيمة في المدينة. في حين سجلت الكثافة السكانية 161.9 نسمة لكل كيلومتر مربع (419.3/ميل2). وبلغ عدد الوحدات السكنية 2,478 وحدة بمتوسط كثافة قدره 62.7 لكل كيلومتر مربع (162.4/ميل2).
وتوزع التركيب العرقي للمدينة بنسبة 83.16% من البيض و1.97% من الأمريكيين الأفارقة و0.84% من الأمريكيين الأصليين و1.27% من الأمريكيين ذوي الأصول الآسيوية و0.44% من سكان جزر المحيط الهادئ و10.39% من الأعراق الأخرى و1.94% من عرقين مختلطين أو أكثر و15.55% من الهسبانيون أو اللاتينيون من أي عرق.
بلغ عدد الأسر 2,233 أسرة كانت نسبة 37.3% منها لديها أطفال تحت سن الثامنة عشر تعيش معهم، وبلغت نسبة الأزواج القاطنين مع بعضهم البعض 53.9% من أصل المجموع الكلي للأسر، ونسبة 10.7% من الأسر كان لديها معيلات من الإناث دون وجود شريك، بينما كانت نسبة 5.5% من الأسر لديها معيلون من الذكور دون وجود شريكة وكانت نسبة 29.9% من غير العائلات. تألفت نسبة 24.9% من أصل جميع الأسر من عدة أفراد يعيشون في نفس المنزل ونسبة 11.8% كانت تتألف من شخص يعيش بمفرده يبلغ من العمر 65 عاماً أو أكثر. وبلغ متوسط حجم الأسرة المعيشية 2.62، أما متوسط حجم العائلات فبلغ 3.09.
بلغ العمر الوسطي للسكان 34.3 عاماً. وكانت نسبة 25.6% من القاطنين تحت سن الثامنة عشر، وكانت نسبة 9.4% بين الثامنة عشر والرابعة والعشرين عاماً، ونسبة 23.4% كانت واقعةً في الفئة العمرية ما بين الخامسة والعشرين والرابعة والأربعين عاماً، ونسبة 20.8% كانت ما بين الخامسة والأربعين والرابعة والستين، ونسبة 12.1% كانت ضمن فئة الخامسة والستين عاماً فما فوق. يوجد لكل 100 أنثى 96.1 ذكر، ويوجد لكل 100 أنثى في الثامنة عشر من عمرها فما فوق 92.7 ذكر.
بلغ متوسط دخل الأسرة في المدينة 33,861 دولارًا، أما متوسط دخل العائلة فبلغ 42,468 دولارًا. وكان متوسط دخل الذكور 47,000 دولارًا مقابل 26,838 دولارًا للإناث. وسجل دخل الفرد الخاص بالمدينة 17,564 دولارًا. وكانت نسبة 13.1% من العائلات ونسبة 17.5% من السكان تحت خط الفقر، وكان من هؤلاء نسبة 26.8% تحت سن الثامنة عشر ونسبة 5.5% في الخامسة والستين من العمر وما فوق.

### تعداد عام 2010
بلغ عدد سكان تافت 9,327 نسمة بحسب تعداد عام 2010، وبلغ عدد الأسر 2,254 أسرة وعدد العائلات 1,586 عائلة مقيمة في المدينة. في حين سجلت الكثافة السكانية 235.9 نسمة لكل كيلومتر مربع (611.0/ميل2). وبلغ عدد الوحدات السكنية 2,525 وحدة بمتوسط كثافة قدره 63.9 لكل كيلومتر مربع (165.5/ميل2).
وتوزع التركيب العرقي للمدينة بنسبة 79.21% من البيض و4.25% من الأمريكيين الأفارقة و1.27% من الأمريكيين الأصليين و1% من الأمريكيين ذوي الأصول الآسيوية و0.70% من سكان جزر المحيط الهادئ و10.97% من الأعراق الأخرى و2.62% من عرقين مختلطين أو أكثر و35.95% من الهسبانيون أو اللاتينيون من أي عرق.
بلغ عدد الأسر 2,254 أسرة كانت نسبة 40.6% منها لديها أطفال تحت سن الثامنة عشر تعيش معهم، وبلغت نسبة الأزواج القاطنين مع بعضهم البعض 49.6% من أصل المجموع الكلي للأسر، ونسبة 12.8% من الأسر كان لديها معيلات من الإناث دون وجود شريك، بينما كانت نسبة 7.9% من الأسر لديها معيلون من الذكور دون وجود شريكة وكانت نسبة 29.6% من غير العائلات. تألفت نسبة 24.1% من أصل جميع الأسر من عدة أفراد يعيشون في نفس المنزل ونسبة 10.9% كانت تتألف من شخص يعيش بمفرده يبلغ من العمر 65 عاماً أو أكثر. وبلغ متوسط حجم الأسرة المعيشية 2.83، أما متوسط حجم العائلات فبلغ 3.32.
بلغ العمر الوسطي للسكان 34.9 عاماً. وكانت نسبة 19.8% من القاطنين تحت سن الثامنة عشر، وكانت نسبة 11.2% بين الثامنة عشر والرابعة والعشرين عاماً، ونسبة 37.8% كانت واقعةً في الفئة العمرية ما بين الخامسة والعشرين والرابعة والأربعين عاماً، ونسبة 22.9% كانت ما بين الخامسة والأربعين والرابعة والستين، ونسبة 8.4% كانت ضمن فئة الخامسة والستين عاماً فما فوق. وتوزع التركيب الجنسي للسكان بنسبة 65.1% ذكور و34.9% إناث.

## المناخ
يظهر الجدول التالي التغييرات المناخية على مدار السنة لتافت:
| البيانات المناخية لـتافت                                           | البيانات المناخية لـتافت | البيانات المناخية لـتافت | البيانات المناخية لـتافت | البيانات المناخية لـتافت | البيانات المناخية لـتافت | البيانات المناخية لـتافت | البيانات المناخية لـتافت | البيانات المناخية لـتافت | البيانات المناخية لـتافت | البيانات المناخية لـتافت | البيانات المناخية لـتافت | البيانات المناخية لـتافت | البيانات المناخية لـتافت |
| الشهر                                                              | يناير                    | فبراير                   | مارس                     | أبريل                    | مايو                     | يونيو                    | يوليو                    | أغسطس                    | سبتمبر                   | أكتوبر                   | نوفمبر                   | ديسمبر                   | المعدل السنوي            |
| ------------------------------------------------------------------ | ------------------------ | ------------------------ | ------------------------ | ------------------------ | ------------------------ | ------------------------ | ------------------------ | ------------------------ | ------------------------ | ------------------------ | ------------------------ | ------------------------ | ------------------------ |
| الدرجة القصوى °ف (°م)                                              | 79 (26)                  | 84 (29)                  | 94 (34)                  | 97 (36)                  | 107 (42)                 | 108 (42)                 | 112 (44)                 | 111 (44)                 | 107 (42)                 | 100 (38)                 | 91 (33)                  | 80 (27)                  | 112 (44)                 |
| متوسط درجة الحرارة الكبرى °ف (°م)                                  | 57.8 (14.3)              | 62.2 (16.8)              | 69.6 (20.9)              | 75.2 (24.0)              | 84.2 (29.0)              | 91.8 (33.2)              | 98.4 (36.9)              | 97.3 (36.3)              | 91.8 (33.2)              | 79.6 (26.4)              | 66.1 (18.9)              | 58.4 (14.7)              | 77.7 (25.4)              |
| متوسط درجة الحرارة الصغرى °ف (°م)                                  | 41.0 (5.0)               | 44.0 (6.7)               | 47.3 (8.5)               | 49.7 (9.8)               | 56.1 (13.4)              | 60.5 (15.8)              | 67.2 (19.6)              | 65.0 (18.3)              | 61.4 (16.3)              | 53.9 (12.2)              | 46.3 (7.9)               | 40.9 (4.9)               | 52.8 (11.6)              |
| أدنى درجة حرارة °ف (°م)                                            | 26 (−3)                  | 28 (−2)                  | 29 (−2)                  | 30 (−1)                  | 40 (4)                   | 44 (7)                   | 42 (6)                   | 52 (11)                  | 45 (7)                   | 35 (2)                   | 26 (−3)                  | 24 (−4)                  | 24 (−4)                  |
| الهطول إنش (مم)                                                    | 1.07 (27)                | 1.29 (33)                | 0.75 (19)                | .5 (13)                  | .37 (9.4)                | .03 (0.76)               | 0 (0)                    | .01 (0.25)               | .06 (1.5)                | .28 (7.1)                | .38 (9.7)                | .65 (17)                 | 5.39 (137)               |
| متوسط أيام هطول الأمطار (≥ 0.01 in)                                | 8                        | 7                        | 5                        | 4                        | 2                        | 0                        | 0                        | 0                        | 1                        | 2                        | 4                        | 6                        | 39                       |
| المصدر: TAFT, CALIFORNIA: Period of Record General Climate Summary |                          |                          |                          |                          |                          |                          |                          |                          |                          |                          |                          |                          |                          |

## أعلام
- لورين كونينغهام
- رونالد غراهام
- جين كوبر
- سام أندرو
- تيم برايت